# ميناء نابولي
يعد ميناء نابولي أحد أكبر الموانئ البحرية الإيطالية وأحد أكبر الموانئ البحرية في حوض البحر الأبيض المتوسط ، حيث تبلغ طاقته السنوية حوالي 25 مليون طن من البضائع و 500000 حاوية مكافئة .

## معلومات عامة

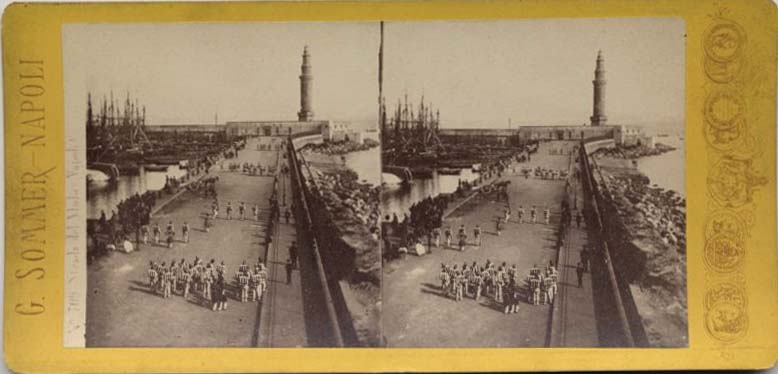
الميناء بين 1834 - 1914

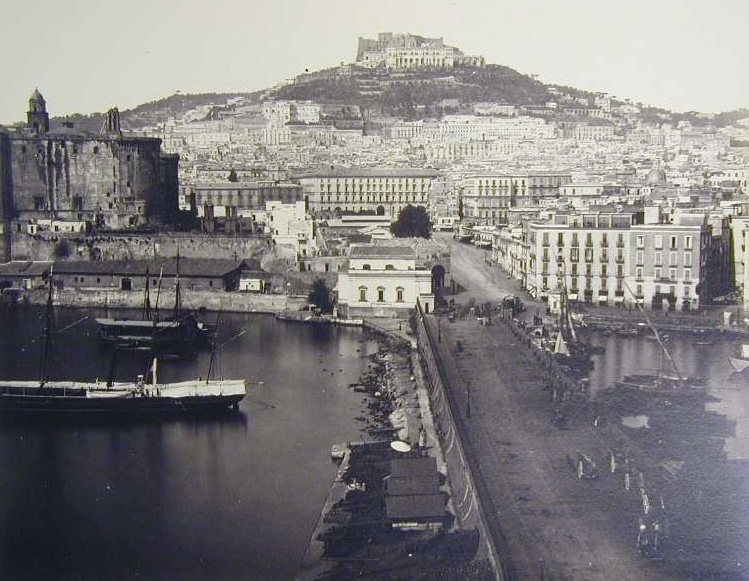
الميناء بين 1834 - 1891

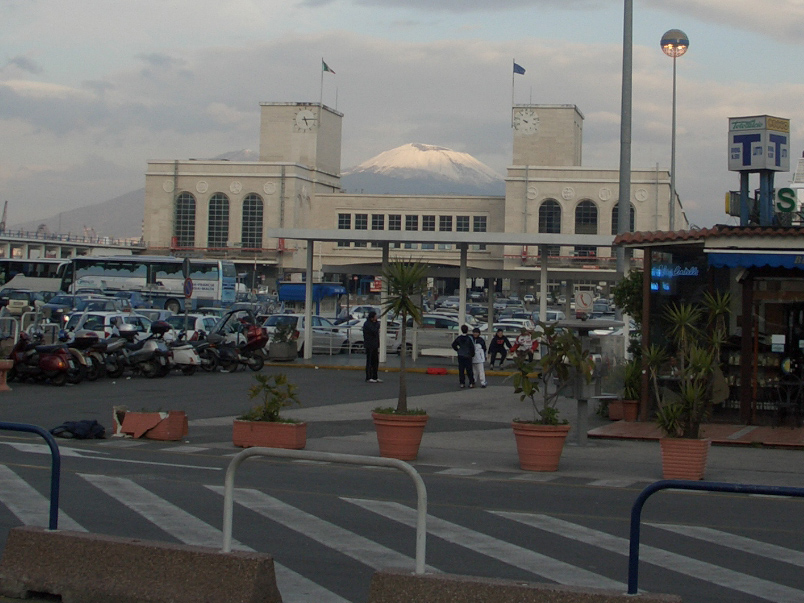
المحطة البحرية

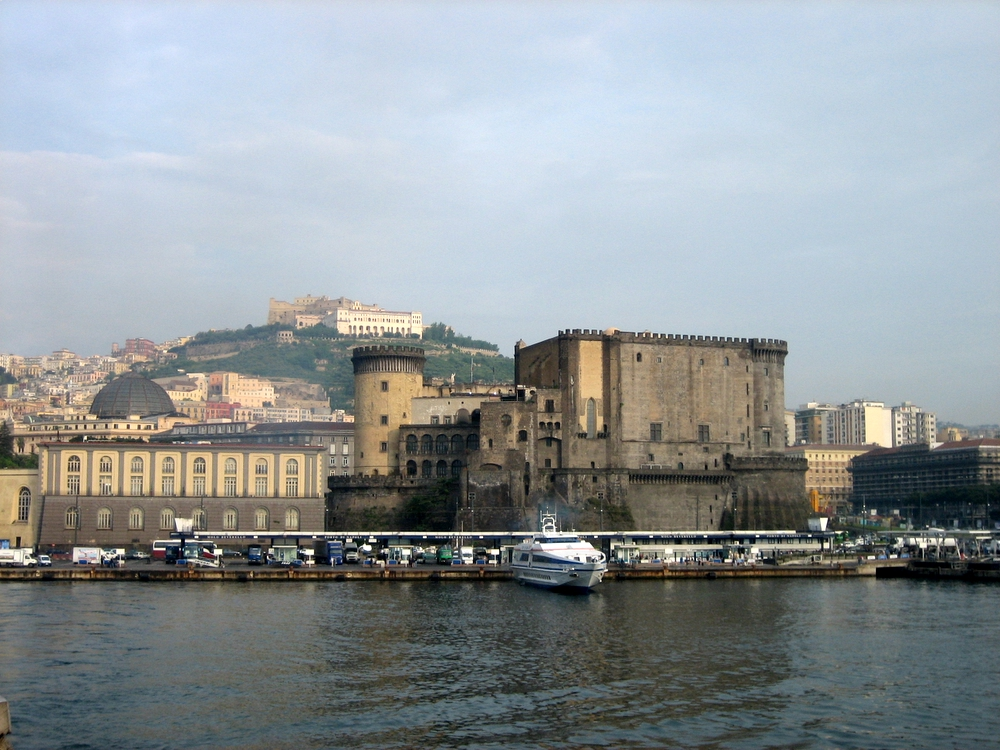
مرفأ الميناء

يقع ميناء نابولي في وسط نابولي ، بالقرب من ساحة البلدية المركزية ، بالقرب من ساحة غاريبالدي (محطتي FS و MN ) وحوالي 15 كيلومتر (9.3 ميل) من مطار نابولي .

## حوض بناء السفن
تعد أحواض بناء السفن جزءًا مهمًا من ميناء نابولي. تتكون هياكل أحواض بناء السفن في الموانئ من 3 أرصفة مبنية من الطوب و 4 أرصفة عائمة
يضم القطاع أربع شركات كبيرة و 60 ورشة عمل صغيرة تقوم بإصلاح السفن ، والتي يبلغ إجمالي عدد موظفيها 2000 موظف  وتبلغ مبيعاتها أكثر من 200 مليون دولار أمريكي.